# Burg Layen
Burg Layen ist die Ruine einer Höhenburg auf dem Schlossbühl bei der Wallfahrtskapelle in der Ortsgemeinde Rümmelsheim im Landkreis Bad Kreuznach in Rheinland-Pfalz.
1169 wird die Burg erstmals zusammen mit „Rimilisheim“ als „castro Leiga“ (= Festes Haus Layen) erwähnt und gehörte zu den Liegenschaften in Waldlaubersheim, Genheim, Roth, Schweppenhausen und Eckenroth den Herren von Bolanden.
Die Burg Layen (auf einer Laye = auf dem Stein), die auch im Teilbesitz der Ritter vom Stein war, diente dem Schutz des Trollbachtals durch das die Straße auf die Höhe führte. 1680 wurde die Burg, von der heute unter anderem noch der Bergfried steht, wieder hergerichtet.